# Луцій Юній Квінт Вібій Крисп
Луцій Юній Квінт Вібій Крисп (12 — 92) — політичний діяч Римської імперії, консул-суффект 74 та 83 років, відомий красномовець та дотепник.

## Життєпис
Походив з роду Вібіїв з Верцелл. Син Квінта Вібія Криспа та Юнії. За своїм дідом взяв додаткове ім'я Луцій Юній. Здобув гарну освіту, замолоду вже уславився своїм красномовством.
61 року призначений Нероном куратором водопостачання Риму. З 63 року обіймав посаду проконсула провінції Африка. За часи правління Нерона був доносчиком.
У 72—73 виконував обов'язки імператорського легата-пропретора у Тараконській Іспанії. Крисп разом з іншими намісниками провів ценз серед римських громадян та власників латинського права, також перевірив муніципії та створив за наказом імператора нові.
У 74 році став консулом-суффектом разом з Тиберієм Плавцієм Сільваном Еліаном. Його каденція тривала з березня до травня. У 83 році вдруге став консулом-суффектом разом з Авлом Дідієм Галлом Фабрицієм Вейєнтоном. Був наближеним до імператорів Веспасіана, Тита та Доміціана, мав значний вплив у сенаті.